# Matías Cardoso
Matías Orlando América Cardoso (28 de agosto de 1935) es un exfutbolista argentino. Se desempeñaba como delantero y su primer club fue Rosario Central. Es hermano del también futbolista Néstor Lucas Cardoso. 

## Carrera
Su debut en el canalla sucedió un año antes que el de su hermano: 1954. El 16 de octubre jugó ante Lanús, por disposición del entrenador Fermín Lecea. El cotejo finalizó con victoria granate 1-0 y correspondió a la 26.ª fecha del Campeonato de Primera División. En este torneo jugó otros tres encuentros y marcó un gol: ante River Plate el 6 de noviembre, en la goleada centralista 4-0, donde Cardoso anotó el segundo tanto. En 1955 jugó solo un partido, y hasta 1957 se desempeñó en la división reserva. En 1958 fue transferido a Defensores de Belgrano, club con el que obtuvo el torneo de Primera C (por entonces tercera categoría del fútbol argentino) y el consecuente ascenso a Primera B. En dicho campeonato aportó 14 goles en 18 encuentros. Jugó también las siguientes dos temporada en Segunda División con el Dragón.

## Clubes
| Club                   | País      | Año       |
| ---------------------- | --------- | --------- |
| Rosario Central        | Argentina | 1954-1957 |
| Defensores de Belgrano | Argentina | 1958-1960 |

## Palmarés
| Equipo                 | País      | Título           | Año  |
| ---------------------- | --------- | ---------------- | ---- |
| Defensores de Belgrano | Argentina | Tercera División | 1958 |